# 卢氏农民围城暴动
卢氏农民围城暴动是中华民国卢氏县于1923年8月至1924年6月发生的三起农民围城事件。这场暴动引起了中共中央高层的关注，中共一大代表刘仁静专门为这件事撰文，以《河南卢氏人民对军阀之反抗》为题，给予高度评价。